# Provezze
Provezze (Proèze in dialetto bresciano) è una frazione di 1 165 abitanti. Dista 2,22 chilometri da Provaglio, sede comunale del comune di Provaglio d'Iseo, di cui fa parte. Fu comune autonomo fino al 1928.

## Origini del nome
Secondo Attilio Mazza, il toponimo deriverebbe dal latino proda: "striscia di terreno coltivato".

## Storia
In epoca romana fece parte del pagus d'Iseo, mentre in quella medievale è assodato la sua appartenenza alla pieve iseana. Fu poi donato al monastero di Rodengo.
Le prime testimonianze del comune autonomo risalgono al XIII secolo. In base all'Estimo Visconteo del 1385 risulta assegnato alla quadra di Gussago.
Il castrum era sorto in località Badia. Durante l'epoca comunale il fortilizio fu caposaldo dei Guelfi del comune di Brescia i quali si contrapponevano agli Oldofredi d'Iseo. Nel 1315 fu occupato da Francesco Malvelli, mentre nel XV secolo fu conteso fra i Visconti e la Venezia. I nobili di Provezze congiurarono nel 1415 in casa Artini a favore dei veneti: in virtù di questo episodio, dopo il passaggio alla Serenissima i Rettori della città di Brescia concedettero al paese l'esenzione daziaria sulle merci in transito dalla Franciacorta (1444). Durante l'epoca veneta il comune rimase aggregato alla quadra di Gussago.
Sulla base della Descrizione Generale del 1764, il comune apparteneva alla quadra d'Iseo e ad esso era aggregata la comunità di Fantecolo. Il toponimo era Provese e Fantecolo.
Durante l'effimera Repubblica Bresciana (1797), il comune fu assegnato al Cantone del Mella per poi passare l'anno seguente al Distretto del Basso Sebino del Dipartimento del Mella della Repubblica Cisalpina. Nel maggio 1801 fu inglobato nel Distretto I di Brescia e in tale veste rimase sotto la napoleonica Repubblica Italiana. Durante il Regno d'Italia (1805) fu inserito nel Cantone II di Iseo a sua volta appartenente al Distretto II di Chiari. Nel 1809 la popolazione del comune di Provezze e Fantecolo era di 364 uomini e di 329 donne. Nel 1810 la municipalità fu soppressa e il territorio, comprendente anche Fantecolo, fu assegnato al comune di Monticelli Brusati.
Il paese riacquistò l'autonomia municipale con il passaggio del territorio bresciano al Regno Lombardo-Veneto, grazie alla notificazione del 12 febbraio 1816. Durante la dominazione asburgica, il comune fu denominato Provezze e Fantecolo e fu assegnato al Distretto X (dal 1853, XIII) di Iseo della provincia bresciana.
Nel 1859 il comune passò, assieme alle province lombarde, al Regno di Sardegna che dal 1861 divenne Regno d'Italia. Denominato con il termine di Provezze, pur mantenendo Fantecolo come sua frazione, fu assegnato al Mandamento IX di Iseo del circondario I di Brescia della nuova provincia avente il medesimo capoluogo. Il comune fu soppresso con Regio Decreto 28 giugno 1928, n. 1682 e il territorio fu aggregato al vicino comune di Provaglio d'Iseo.

## Monumenti e luoghi d'interesse

### Parrocchiale di San Filastrio
L'attuale edificio ecclesiale è stato completato fra il Settecento e l'Ottocento.
Della precedente cappella, si hanno le prime testimonianze in documenti del 1202 e fu sottoposta per un certo periodo alla pieve d'Iseo: stando al Catastico Bresciano di Giovanni da Lezze (1610) la chiesa in quel periodo era officiata da un curato.
L'affresco posto all'esterno è opera del Teosa (1842), mentre le quattro statue sono di Giuseppe Bianchi (1887). All'interno è presente una pala di scuola morettiana e donata alla Parrocchia dal nobile soncinese Antonio Corvini.

### Architetture civili
- Palazzo Soncini: costruito dai Fenaroli nel Seicento fu ereditato dai Soncini alla morte di Barbara, ultima discendente della famiglia[8].
- Villa Gussalli: costruita nel Settecento è caratterizzata da un giardino a terrazze[8].

## Sport

### Calcio
La principale squadra di calcio del paese è l'U.S.C. Provezze 1969 che milita nel girone D bresciano di 2ª Categoria. È nata nel 1969.
Nel 2019, fondata da un gruppo di ragazzi del paese, è nata la squadra di calcio a 5 CSI Provezze, che da 4 anni milita nel campionato provinciale CSI e nel 2023 ha conquistato il suo primo trofeo, la Coppa Leonessa.